# 若林淳至
若林 淳至（わかばやし じゅんじ、1946年 - 1998年7月31日）は、佐賀県佐賀市出身の元プロ野球選手（投手）である。
息子は中日・広島で活躍した若林隆信。

## 来歴・人物
福岡電波高等学校（現・福岡工業大学附属城東高等学校）時代は、エースとして活躍するも3年次の春に部員の暴力事件で活動停止となり、夏の大会も出場できなかった。1964年に西鉄ライオンズに入団。同期には清俊彦がいた。貴重な左腕投手として期待されたが全く伸びず、翌1965年限りで引退した。
なお、父が果たせなかった甲子園とプロ野球一軍公式戦出場の夢は、息子の隆信が叶えた。

## 詳細情報

### 年度別投手成績
- 一軍公式戦出場なし

### 背番号
- 66 （1964年 - 1965年）